# 維利霍韋齊 (新烏希齊亞區)
48°41′55″N 27°21′27″E / 48.69861°N 27.35750°E
維利霍韋齊（烏克蘭語：Вільховець），是烏克蘭西部的村莊，隸屬赫梅利尼茨基州的卡緬涅茨-波多利斯基區。該村始建於1443年，面積4.41平方公里，海拔高度284米，2001年人口1,485。